# 塞瓦格河
47°07′32″N 8°00′07″E / 47.12564°N 8.00196°E
塞瓦格河是瑞士的河流，位於該國中部，流經盧塞恩州，屬於維格河的右支流，河道全長9.7公里，流域面積31.5平方公里，發源自門茨瑙，河口處在維利紹附近。